# الطويلة (الشرقية)
قرية الطويلة هي إحدى القرى التابعة لمركز فاقوس في محافظة الشرقية في جمهورية مصر العربية. حسب إحصاءات سنة 2006، بلغ إجمالي السكان في الطويلة 9624 نسمة، منهم 5008 رجل و4616 امرأة. ومن أعلامها الشيخ عبد الله الشرقاوي شيخ الأزهر الأسبق.

## التاريخ
قرية الطويلة من القرى القديمة، حيث وردت باسم «منزل نعمة» في أعمال الشرقية ضمن قرى الروك الصلاحي التي أحصاها ابن مماتي في كتاب قوانين الدواوين، كما وردت باسم «منزل نعمة» المعروفة أيضًا باسم «الطويلة» في أعمال الشرقية ضمن قرى الروك الناصري التي أحصاها ابن الجيعان في كتاب «التحفة السنية بأسماء البلاد المصرية». وفي العصر العثماني ورد اسم «الطويلة» في التربيع العثماني الذي أجراه الوالي العثماني سليمان باشا الخادم في عصر السلطان العثماني سليمان القانوني ضمن قرى ولاية الشرقية، وفي تاريخ 1228هـ/1813م الذي عدّ قرى مصر بعد المسح الذي قام به محمد علي باشا باسم «الطويلة» ضمن قرى مديرية الشرقية.